# عماد أبو صالح
عماد أبو صالح ( 18 ديسمبر 1967 -) شاعر مصري ولد في إحدى قرى المنصورة (شمال الدلتا). عمل صحفيا في جريدة الوفد  فاز بجائزة سركون بولص، في أكتوبر 2020.

## سيرته
عاش حياته قريبا من الهامش حيث المتشردون والفقراء. اختار أن ينشر دواوينه في طبعات خاصة ومحدودة ويوزعها بنفسه، كما أنه يرسم لوحات أغلفة دواوينه. اختار الابتعاد عن الحضور الإعلامي والمؤسساتي والجماهيري والرسمي، ويصرح في لقاء مع صحيفة «الأخبار» اللبنانية سنة 2008: «لم أشأ أن اشتغل بالثقافة، ربما خوفًا من التعامل مع المثقفين، ربما هربًا من أن أجد نفسي في "دكان ثقافي"، أو أن أصير صاحب سلطة ما، وغالبًا لأنّ الشعر "المنطقة الحميمة في حياتي" ـ لم أشأ أن أخلطها بالعمل (...) لا أريد أن أتورط في الكتابة، أخاف أن أتخذها مهنة». يعيش في عزلة بعيدا عن الناس، ويؤمن، كما يقول في المقابلة بأن «مَن ابتعد رأى».
صدر له تسعة دواوين وكتابا رسوم. وفي سنة 2020 ترجم ديوانه «كان نائما حين قامت الثورة» إلى الإسبانية والكتالونية تحت عنوان «مديح الخطأ» وصدر عن دار «كاروان» في إسبانيا وترجمه إلى الكتالونية فاليريا ماسياس باجيس، وترجمه إلى الإسبانية كاميران حاج محمود. وصمم الغلافين الفنان تيو بيرو.
كتب مقالات لتقديم شعراء من مختلف بلدان العالم، مثل بيلّا أخمدولينا. التي تحمل لقب «كنز الشعر الروسي»، وفيسوافا شيمبورسكا، من بولندا.
كما أنه كتب مقالات عن قصص عشق متفردة عاشها شعراء بكل زخم أروحهم المأساوية. ألقى فيها الضوء على نساء تميزن بجرأة غير معتادة مثل لِيلي بريك،  عشيقة ماياكوفسكي، غالينا بنسلافسكي، عشيقة الشاعر الروسي سيرغي يسينين.

## أسلوبه الشعري
كتب في شعره عن الحرية وعن الثورة وعن العشق وعن حياة المستضعفين. لا يستكين للصور الجاهزة، فقام، بسخرية سوداء، بمدح ما يتم تصنيفه قبحا. كتب مديح العدم، ومديح الخطأ، ومديح الفراغ، ومديح الظلام، واعتبر أن الفن يمكن أن ينبثق من مناطق الشر. اعتمد أسلوبه على دقة الكلمات وبساطتها وعلى التقشف في الأسلوب والابتعاد عن الجمل البلاغية. يقول: «قصيدة النثر قصيدة فاضحة، تجبر الشاعر أن يأتي إليها عاريا على اللحم، لا موسيقي صاخبة ولا قافية ولا زركشات لغوية، ولا تخطيطات عمدية مسبقة». ورغم أن شعره معجون بالمأساة والذات المهزومة، فإنه تمكن بأن يرسم بالكلمات إشراقات مرحة تجعل القارئ يبتسم وهو يقرأ شعره. يعرف عماد أبو صالج الشاعر على أنه «مهندس العالم، حارس القبح من أن يهزم الجمال، ومانع الشر من أن يتسلل إلى الخير. الشاعر يلعب هنا في المنطقة التي بلا ضمان».
تميز شعره بحوارات شعرية مع شاعرات وشعراء أحب شعرهم الذي قرأه بنفس فلسفي وجمالي مثل فيسوافا شيمبورسكا، لوركا، وقسطنطين كافافيس، كما حاور أيضا في قصائده الفنانين مثل هنري ماتيس.

يحب كتابة الشعر أكثر من الرواية, قال بهذا الصدد 
"لا أحب أن أكون روائيًا. الرواية لحم، والشعر حلم. الرواية قص، والشعر قنص. إن الشعر فرس، والرواية فريسة (...) لا يتوسل الشعر بلوحة ولا يتسول بقطعة موسيقى. فارس في عز عنفوانه، عارٌ أن يستند على عكاز".

## دواوينه
- يا أعمى، 2023 دار أثر للنشر والتوزيع [16] [17]
- كان نائماً حين قامت الثورة عام 2015
- جمال كافر 2005
- مهندس العالم 2002
- قبور واسعة 1999
- أنا خائف 1998
- عجوز تؤلمه الضحكات 1997
- كلب ينبح ليقتل الوقت، 1996
- أمور منتهية أصلاً عام 1995

## كتب ورسوم
- كتاب رسوم بعنوان (عش للعصافير) عام 2010.
- كتاب أشعار ورسوم بعنوان (الحب أحلى من الحرب) عام 2006